# Brucin
A brucin növényi alkaloid, a sztrichnin mellett fordul elő többek között a délkelet-ázsiai farkasmaszlag (Strychnos nux-vomica) és ignácbab (Strychnos ignatii) fajokban. A vegyületet Pelletier és Caventon izolálta 1891-ben a farkasmaszlag kérgéből. Szerkezete sokáig tisztázatlan volt.

## Fizikai tulajdonságai
Etanolból kikristályosítva színtelen, monoklin prizmákat alkot. Íze rendkívül keserű. Hideg vízben rosszul, forró vízben valamelyest jobban oldódik. Éterben oldhatatlan.

## Kémiai sajátságai
Bázikus jellegű vegyület. Tömény kénsavban színtelenül oldódik. Ha ehhez az oldathoz akár csak nyomnyi mennyiségű salétromsavat adunk, az oldat feltűnően vörössé válik. Nitrátok szintén adják a reakciót. Sói jól kristályosodnak.

## Élettani hatása
Mivel szerkezetileg a sztrichnintől csak alig különbözik, már 2 mg tiszta brucin orális adagolása jellemző tüneteket vált ki. Halálos adagja körülbelül 1 gramm. Magas vérnyomás és egyes szívbetegségek ellen alkalmazzák.